# Miriam Gauci
Miriam Gauci (n. 3 de abril de 1957) es una soprano maltesa, particularmente asociada con los roles líricos italianos.

## Biografía
Comienza sus estudios vocales en su país natal, más tarde continúa estudiando en Milán. Luego de ganar algunos premios internacionales, en 1984 hace su debut profesional en Bolonia, en La voz humana de Poulenc. 
Su voz bien manejada, de volumen moderado y calidad, se ajustó bien al repertorio italiano lírico y fue rápidamente solicitada en toda Europa. Hizo su debut en La Scala en 1985, en el rol de Prosperina en la primera versión moderna de Orfeo de Rossi. En la siguiente temporada retornó con Die Frau ohne Schatten y La sonnambula. También hizo apariciones en Hamburgo, Ginebra, y en el Festival de Wexford, y en ambos interpretó a Marguerite y Elena en Mefistofele de Boito, en la Ópera estatal de Viena. Entre sus roles se encuentran también Anna Bolena y Luisa Miller. 
Hizo su debut en los Estados Unidos en 1987, en la Ópera de Santa Fe como Cio-Cio-San en Madama Butterfly, y como Mimi en La Bohème en Los Ángeles, junto a Plácido Domingo.

## Interpretaciones
Puede ser escuchada en numerosas grabaciones, principalmente en Pagliacci, Manon Lescaut, Madama Butterfly, Simón Boccanegra, Otello, La bohème, Tosca, Suor Angelica, Gianni Schicchi, así como en un recital de arias de ópera italiana.
Su interpretación del aria de La Wally de Catalani fue usada como cortina musical en A single man (película de 2009).